# Restio impolitus
Restio impolitus är en gräsväxtart som beskrevs av Carl Sigismund Kunth. Restio impolitus ingår i släktet Restio och familjen Restionaceae. Inga underarter finns listade i Catalogue of Life.